# 히노하라촌
히노하라촌(일본어: 檜原村)는 일본 도쿄도 니시타마군의 촌이다. 도쿄도 도서부를 제외하고 도쿄도 본토의 유일한 촌이다.

## 지리
'히노하라'라는 이름은 편백의 숲 혹은 땅을 의미한다. 이 지역의 93%가 숲으로 덮여 있으며, 예전에 이곳의 나무들은 에도의 목조 건축물을 짓는 데 사용되었다. 동쪽으로 하치오지시, 아키루노시, 북쪽으로 오쿠타마정, 서쪽으로 야마나시현 기타쓰루군 고스게촌, 남쪽으로 가나가와현 사가미하라시 미도리구, 가나가와현 우에노하라시와 접한다. 다마강의 지류인 아키가와의 상류 산지에 놓여 있다. 아키가와 남북 지류의 합류 지점인 모토슈쿠는 촌의 중심지로 촌사무소도 이곳에 있다.
가장 높은 지점은 해발 1,528m의 미토산 정상이다. 히노하라의 다른 산들로는 소토산(990m), 이치미치산(795m), 가리요세산(687m), 우사키산(842m), 오다케산(1,267m)이 있다.

## 역사
히노하라는 1889년 정촌제 시행으로 가나가와현 니시타마군의 일부로 설립되었다. 1893년에 니시타마군이 기타타마군, 미나미타마군과 함께 도쿄부에 편입되었다. 1943년에 도쿄부와 도쿄시가 합쳐져 도쿄도가 되었다.

## 경제
히노하라의 주요 산업은 임업이다.

## 인구
| 연도 | 인구  | ±%     |
| ---- | ----- | ------ |
| 1920 | 5,389 | —      |
| 1930 | 5,513 | +2.3%  |
| 1940 | 5,693 | +3.3%  |
| 1950 | 6,373 | +11.9% |
| 1960 | 5,650 | −11.3% |
| 1970 | 5,036 | −10.9% |
| 1980 | 4,230 | −16.0% |
| 1990 | 3,808 | −10.0% |
| 2000 | 3,256 | −14.5% |
| 2010 | 2,555 | −21.5% |

## 교통

### 도로
- 국도 411호선(일본어판)